# 中村佳央
中村 佳央（なかむら よしお、1970年10月22日 - ）は、日本の柔道家。身長182cm。弟兼三と共に寝技師として知られる。得意技は、寝技。中でも、腕挫十字固を得意としている。また、立ち技では内股、大内刈、払腰を得意にしていた。行成、兼三とともに中村三兄弟と呼ばれた。

## 来歴
福岡県福岡市出身。小学校3年の時に柔道を始める。
東海大学卒業後、旭化成に入社、1993年、世界選手権で優勝。1996年、階級を86kg級から95kg級に変更し、全日本体重別で優勝。アトランタオリンピック代表。
2001年より旭化成柔道部監督、2005年全日本特別コーチを務める。

## 戦歴
- 1985年：全国中学校大会 中量級 2位
- 1987年：インターハイ 軽重量級 2位
- 1988年：インターハイ 軽重量級 優勝
- 1988年：全国高校選手権 団体戦 優勝
- 1988年：全日本新人体重別選手権 優勝
- 1988年：インターハイ 団体戦 優勝
- 1988年：国際高校選手権 団体戦 優勝
- 1989年：全日本学生柔道優勝大会 優勝
- 1990年：世界ジュニア選手権 3位
- 1990年：東京都柔道選手権大会 優勝
- 1990年：全日本学生柔道優勝大会 優勝
- 1991年：全日本学生体重別選手権 優勝
- 1991年：アジア選手権 優勝
- 1992年：ドイツ国際柔道大会 優勝
- 1992年：全日本学生体重別選手権 優勝（2連覇）
- 1992年：全日本学生選手権（無差別）優勝
- 1993年：講道館杯日本体重別選手権大会 優勝
- 1993年：全日本選抜柔道体重別選手権大会 優勝
- 1993年：フランス国際柔道大会 2位
- 1993年：カナダ・ハミルトン世界柔道選手権大会 優勝
- 1993年：全日本実業柔道団体対抗大会 優勝
- 1994年：全日本選抜柔道体重別選手権大会 優勝
- 1994年：東京都柔道選手権大会 優勝
- 1994年：講道館杯日本体重別選手権大会 優勝
- 1994年：広島アジア競技大会 優勝
- 1994年：嘉納治五郎杯国際柔道大会 準優勝
- 1995年：フランス国際柔道大会 3位
- 1995年：オーストリア国際柔道大会 優勝
- 1995年：全日本選抜柔道体重別選手権大会 準優勝
- 1995年：韓国国際柔道大会 優勝
- 1995年：全日本柔道選手権大会 3位
- 1995年：講道館杯日本体重別選手権大会 優勝（3連覇）
- 1996年：全日本選抜柔道体重別選手権大会 優勝
- 1996年：フランス国際柔道大会 3位
- 1996年：嘉納治五郎杯国際柔道大会 優勝
- 1996年：アトランタオリンピック 7位入賞
- 1997年：パリ世界柔道選手権大会 3位
- 1997年：全日本実業柔道団体対抗大会 優勝
- 1997年：全日本選抜柔道団体選手権大会 優勝
- 1998年：全日本柔道選手権大会 3位
- 1998年：フランス国際柔道大会 優勝
- 1998年：バンコクアジア競技大会 準優勝
- 1998年：全日本実業柔道団体対抗大会 優勝
- 1998年：ワールドカップ柔道国別団体選手権 優勝